# Jamesia
Jamesia is een kevergeslacht uit de familie van de boktorren (Cerambycidae). De wetenschappelijke naam van het geslacht werd voor het eerst geldig gepubliceerd in 1861 door Jekel.

## Soorten
Jamesia omvat de volgende soorten:
- Jamesia bella Galileo & Martins, 2003
- Jamesia duofasciata Dillon & Dillon, 1952
- Jamesia ericksoni Hovore, 1990
- Jamesia fuscofasciata Dillon & Dillon, 1952
- Jamesia globifera (Fabricius, 1801)
- Jamesia lineata Fisher, 1926
- Jamesia multivittata Bates, 1869
- Jamesia papulenta Thomson, 1868
- Jamesia phileta Dillon & Dillon, 1945
- Jamesia pyropina Dillon & Dillon, 1945
- Jamesia ramirezi Nearns & Tavakilian, 2012